# Loughermore
Loughermore är ett berg i Storbritannien.   Det ligger i riksdelen Nordirland, i den västra delen av landet, 600 km nordväst om huvudstaden London. Toppen på Loughermore är 396 meter över havet. Loughermore ingår i Sperrin Mountains.
Terrängen runt Loughermore är kuperad åt nordost, men åt sydväst är den platt.Runt Loughermore är det ganska glesbefolkat, med 23 invånare per kvadratkilometer.  I omgivningarna runt Loughermore växer i huvudsak blandskog.